# Arthur George Perkin
Pour les articles homonymes, voir Perkin.
Arthur George Perkin (1861–1937) est un chimiste britannique et professeur de chimie des couleurs et de teinture à l'Université de Leeds.

## Biographie
Perkin est le deuxième fils de Sir William Henry Perkin, qui fonde l'industrie de la teinture à l'aniline, et est né le 13 décembre 1861 à Sudbury, près de la teinturerie de son père à Greenford. Sa mère est Jemima Harriet Lissett (décédée en 1862). Son frère est William Henry Perkin Jr., professeur de chimie aux universités de Manchester et d'Oxford. Il fait ses études à la City of London School (1872–1878). Il étudie ensuite la chimie à plusieurs reprises au Royal College of Chemistry de Londres, au Anderson's College de Glasgow et à l'Université de Leeds.
En 1893, il est élu membre de la Royal Society of Edinburgh avec comme proposants Alexander Crum Brown, Sir Francis Grant Ogilvie, Alexander Buchan et son père, William Henry Perkin .
Il meurt à Headingley le 30 mai 1937 et est enterré avec sa femme à Adel Churchyard, à Leeds.
Perkin épouse Annie Florence Bedford en 1887. Ils n'ont pas d'enfants.

## Carrière académique
Perkin entre au Royal College of Chemistry (qui fait maintenant partie de l'Imperial College de Londres) en 1878 où il publie son premier article à l'âge de 19 ans. Après un an (1880-1881) au Anderson's College de Glasgow (qui fait maintenant partie de l'Université de Strathclyde), Perkin rejoint le département de teinture du Yorkshire College de Leeds en tant que Clothworkers Scholar en 1881. Pendant 10 ans à partir de 1882, Perkin travaille dans l'industrie pour Hardman and Holden Ltd à Manchester.
En 1892, Perkin retourne au Yorkshire College en tant que chargé de cours et chercheur en chimie. En 1904, le Yorkshire College devient l'Université de Leeds et Perkin y est nommé professeur de chimie des couleurs et de teinture en 1916. Il prend sa retraite en 1926 avec le titre de professeur émérite. L'année suivante, l'université lui décerne le diplôme honorifique de DSc .
Perkin est élu membre de la Royal Society en juin 1903  et reçoit sa médaille Davy en 1924 "pour ses recherches sur la structure des matières colorantes naturelles" .